# Burtnieks
Jezioro Burtnieks lub Burtnieckie (łot. Burtnieku ezers) – czwarte co do wielkości jezioro na Łotwie, o powierzchni blisko 40 km², położone około 20 km na północ od Valmiery w Rezerwacie Biosfery Północnej Liwonii. Administracyjnie należy do trzech pohostów: Burtnieku, Matīšu, Vecates w obrębie gminy Burtnieki. Najstarszą znaną nazwą jeziora jest Astigjerve lub Asters, używana przez – zamieszkujących w tym czasie jego brzegi – Liwów.